# Expédition de Camden
Batailles
Expédition de Camden
- Mount Elba
- Elkin's Ferry
- Prairie d'Ane
- Poison Spring
- Marks' Mills
- Jenkins' Ferry

Campagne de la Red River
- Fort De Russy
- Mansfield
- Pleasant Hill
- Blair's Landing
- Monett's Ferry
- Mansura
- Yellow Bayou

L'expédition de Camden est une campagne militaire qui s'est déroulée, du 23 mars au 2 mai 1864, dans le sud et le centre de l'Arkansas, sur le théâtre Trans-Mississippi de la guerre de Sécession. La campagne impliqua les forces de l'armée de l'Union stationnées à Little Rock et à Fort Smith sous le commandement du major-général Frederick Steele, commandant l'armée de l'Arkansas. Steele et ses hommes devaient se porter sur Shreveport, où ils rejoindraient une expédition amphibie conduite par le général Nathaniel Prentice Banks et le vice-amiral David Dixon Porter, dont les forces devaient remonter la vallée de la Red River ; une fois réunies, les troupes de l'Union devaient frapper au Texas. Mais les deux branches de l'armée nordiste ne convergèrent jamais et les colonnes de Steele essuyèrent de terribles pertes lors d'une série de batailles contre les forces confédérées, commandées par le major-général Sterling Price et le général Edmund Kirby Smith.

## La campagne

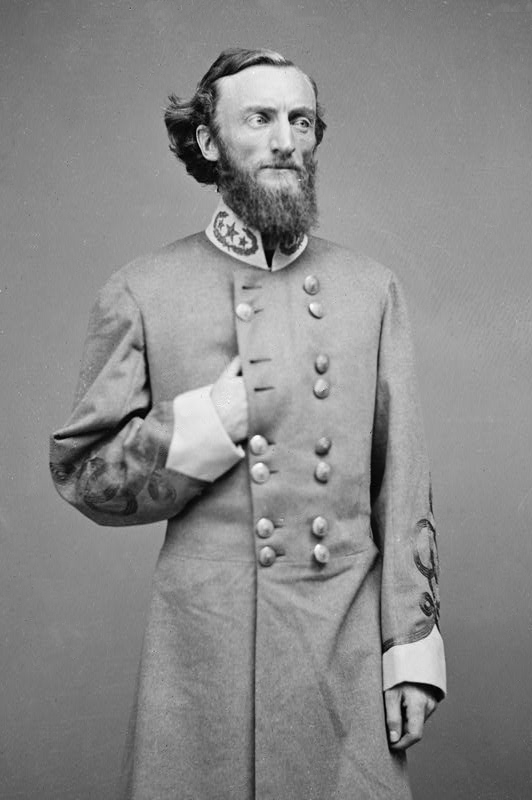
Le colonel confédéré John S. Marmaduke.

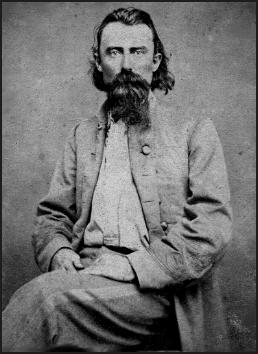
le général confédéré Joseph Orville « Jo » Shelby.

Le département de la Guerre des États-Unis, sous la direction du secrétaire à la Guerre Edwin M. Stanton, avait décidé de réaffirmer le contrôle de l'Union sur l'Arkansas, la Louisiane, et le Texas. Cette décision s'inscrivait dans une stratégie plus large visant à attaquer les Confédérés simultanément sur plusieurs théâtres d'opérations. Des colonnes nordistes devaient détruire ce qui restait de troupes rebelles dans le sud de l'Arkansas et dans le nord de la Louisiane, pour se réunir et s'attaquer au Texas, afin d'en finir avec la guerre dans la région. La partie de cette campagne (campagne de Red River) qui se jouait en Arkansas fut baptisée « expédition de Camden » et soutenue par Ulysses S. Grant.
Le 23 mars 1864, le major-général Frederick Steele quittait l'arsenal de Little Rock avec un effectif de 8 500 hommes combinant infanterie, cavalerie et artillerie. Au même moment, l'armée de Banks quittait la Nouvelle-Orléans parallèlement à l'expédition navale conduite par le vice-amiral David Porter. Steele et Banks devaient écarter l'ennemi face à leurs fronts respectifs, puis réunir leurs forces pour s'emparer de Shreveport. Steele assurerait la garnison de cette ville tandis que Banks pousserait vers le nord-est du Texas.

### Bataille d'Elkin's Ferry
L'itinéraire de Steele le faisait traverser, avec peu de provisions, une zone inculte et maigrement peuplée. Il espérait occuper Camden, une petite ville portuaire sur la Ouachita River pour se réapprovisionner. Les ponts qui enjambaient la Little Missouri River s'avérant infranchissables, les troupes de l'Union durent passer à gué. Les hommes de Steele atteignirent Elkin's Ferry avant les Confédérés, mais, le 3 avril, ils furent attaqués par la cavalerie du brigadier-général Joseph O. Shelby. Le lendemain, les cavaliers de John S. Marmaduke s'en prirent également aux troupes de l'Union qui tentaient de traverser la rivière. Les Fédéraux parvinrent à repousser ces attaques et à passer sur l'autre rive.

### Bataille de Prairie d'Ane
Le 10 avril, les hommes de Steele et ceux de la division commandée par le brigadier-général John Milton Thayer firent route vers le sud, en direction de Shreveport. Ils se heurtèrent rapidement aux Confédérés, rangés en ligne de bataille, à Prairie d'Ane et les attaquèrent, les faisant reculer de plus d'un kilomètre avant d'être eux-mêmes stoppés. Des escarmouches s'ensuivirent jusqu'au lendemain, obligeant Steele à abandonner Shreveport et à obliquer vers Camden.
Le 13 avril, les Confédérés de Sterling Price revinrent à Prairie D'Ane pour attaquer l'arrière-garde de Steele, confiée à Thayer. Après un combat de quatre heures, Price se retira et la colonne de Steele put poursuivre sa route vers Camden.

### Bataille de Poison Spring
Steele atteignit sa destination le 15 avril, mais il ne trouva pas à Camden le ravitaillement dont il avait besoin. Après avoir attendu pendant deux jours, il organisa des groupes de fourrageurs et les envoya explorer les environs tandis qu'il attendait des nouvelles de Banks. Pendant ce temps, Banks battait en retraite, après avoir été défait par les Confédérés à la bataille de Mansfield, et Kirby Smith arrivait avec des renforts pour intercepter Steele en Arkansas. Privé de ravitaillement, Steele finit par envoyer un détachement de 1 200 hommes pour réquisitionner du maïs que ses fourrageurs avaient localisé à une trentaine de kilomètres. Le 18 avril, après avoir chargé leur butin sur 200 fourgons et parcouru environ huit kilomètres, le détachement conduit par le colonel James M. Williams fut attaqué par les Confédérés de John Marmaduke et du brigadier-général Samuel B. Maxey à Poison Spring. Williams a dû battre en retraite vers le nord à travers les marais, où ses hommes purent se regrouper et se replier sur Camden, sans les fourgons chargés du maïs tant attendu. Steele ne fut soulagé que le 20 avril, lorsqu'un train chargé de ravitaillement arriva à Camden en provenance de Pine Bluff.

### Bataille de Marks' Mills
Une semaine plus tard, la bataille de Marks' Mills se termina par la capture, aux mains des Confédérés, de 2 000 des hommes de Steele et de nombreux fourgons. Le 26 avril, Steele décida d'abandonner Camden, sous le couvert de la nuit, et de battre en retraite vers Little Rock.

### Bataille de Jenkins' Ferry
Trois jours plus tard, il atteignit Jenkins' Ferry et les rives de la Ouachita River, sur laquelle il commença à jeter un pont flottant. Les Confédérés de Smith arrivèrent le 30 avril et attaquèrent à plusieurs reprises les Fédéraux qui se repliaient dans les bourrasques et la pluie. Steele repoussa ces attaques et parvint à passer sur l'autre rive avec ce qui lui restait de soldats, détruisant le pont derrière lui pour empêcher Smith de le suivre. Il a dû cependant abandonner la plupart des fourgons qui lui restaient encore dans les marais au nord de la rivière. Le 3 mai, épuisés et démoralisés, Steele et ses hommes rejoignaient leur base à l'arsenal de Little Rock Arsenal.

## Conséquences
L'expédition de Camden constitue sans doute, parmi les opérations militaires de la guerre civile menées en Arkansas, le plus grand fiasco militaire de l'Union. Les Fédéraux déploraient 2 500 pertes, avaient perdu des centaines de fourgons et n'étaient parvenus à s'emparer ni de Shreveport, ni du Texas. Les troupes rebelles sillonnaient librement les campagnes de l'Arkansas, tandis que les Fédéraux restaient retranchés derrière leurs fortifications à Fort Smith, Pine Bluff, Helena, et Little Rock.
Mais les succès confédérés en Arkansas avaient également un coût, et ces ressources auraient pu être utilisées plus utilement contre Porter et Banks, qui se trouvaient, au même moment, piégés par le niveau trop bas de la Red River. Malgré cette situation délicate, la flotte de Porter parvint à sortir presque indemne de la campagne de Red River.